# Jonas Kamper
Jonas Kamper (født 3. maj 1983, Nørre Alslev) er en dansk tidligere fodboldspiller, der spillede for Brøndby IF, Randers FC, Arminia Bielefeld og Viborg FF. Han var kendt som en hurtig spiller der scorede mange mål fra distancen.
Han spillede i perioden 2003-2006 for Brøndby IF, men skiftede i 2006 til den tyske klub Arminia Bielefeld på en 3-årig kontrakt. Han blev i den førende tyske fodboldavis, Kicker, udtaget til "Elf des Tages", altså rundens hold, to gange i efteråret 2006. I sommeren 2010 skiftede han til Randers FC i Superligaen på en 3-årig kontrakt. . I Randers FC blev han hurtig en af publikums favoriter. Han skiftede 5 år senere til Viborg FF, på en fri transfer, fra Randers, på en 1-årig kontrakt. I april 2016 forlængede han kontrakten med Viborg FF til sommeren 2018. Den 21. Maj 2018 meddelte Kamper at han indstillede sin karriere som professionel fodboldspiller.
Han spillede 39 U-21 landskampe og scorede 3 mål. Han har ligeledes spillet en enkelt A-landskamp.
Han er nu U19 cheftræner i Kolding IF som spiller i U19 divisionen.